# Lichenophanes egregius
Lichenophanes egregius är en skalbaggsart som beskrevs av Pierre Lesne 1934. Lichenophanes egregius ingår i släktet Lichenophanes och familjen kapuschongbaggar. Inga underarter finns listade i Catalogue of Life.